# 1859 en Suisse
Chronologie de la Suisse
- 1855
- 1856
- 1857
- 1858
- 1859
- 1860
- 1861
- 1862
- 1863

Cette page concerne l'année 1859 du calendrier grégorien en Suisse.

## Gouvernement au1erjanvier 1859
- Conseil Fédéral:[1]
  - Jakob Stämpfli (PRD), président de la Confédération
  - Friedrich Frey-Herosé (PDC), vice-président de la Confédération
  - Melchior Josef Martin Knüsel (PRD),
  - Constant Fornerod (PRD)
  - Jonas Furrer (PRD)
  - Giovanni Battista Pioda (PRD)
  - Wilhelm Matthias Naeff (PRD)

## Événements

### Mars
Mardi 24 mars 
- Ouverture d’une souscription pour l'achat de la prairie du Grütli.

 Mercredi 25 mars 
- Décès à Sion (VS), à l’âge de 78 ans, de Josef Anton Berchtold, auteur de la première triangulation du Valais.

### Avril
- En raison de la deuxième guerre d’indépendance italienne, la Confédération met sur pied des corps de troupes et des états-majors.

 Vendredi 29 avril 
- Décès à Genève, à l’âge de 51 ans, de l'écrivain Eusèbe-Henri Gaullieur.

### Mai
Jeudi 5 mai 
- Dans l'éventualité d'une mobilisation plus importante, l'Assemblée fédérale appelle une nouvelle fois le général Guillaume Henri Dufour au commandement de l'armée.

 Jeudi 12 mai 
- Inauguration de l'Hôpital de la Providence, à Neuchâtel.

### Juin
Mercredi 8 juin 
- Quatre wagons marchandises transportés sur une barque basculent dans le Léman au large de Lutry (VD).

 Vendredi 24 juin 
- Bataille de Solférino, qui impressionne Henri Dunant et l’incite à lancer l'idée de la Croix-Rouge.

### Juillet
Vendredi 1er juillet 
- Inauguration de la ligne ferroviaire Berne-Thoune.

 Jeudi 14 juillet 
- Inauguration de la ligne de chemin de fer Bouveret-Martigny (VS), d’une longueur de 38 km.

 Vendredi 30 juillet 
- Le Conseil national approuve la loi interdisant le service militaire à l’étranger.

### Août
Dimanche 21 août 
- Décès à Uster (ZH), à l’âge de 66 ans, de l’industriel Heinrich Kunz, surnommé le roi des filateurs.

 Lundi 29 août 
- Décès à Herrliberg (ZH), à l’âge de 84 ans, de l’ingénieur et architecte Hans Capsar Escher, cofondateur de la filature de coton Escher, Wyss & Cie.

### Octobre
Lundi 24 octobre 
- Règlement de l’affaire de Neuchâtel. Le roi de Prusse garde le titre de prince de Neuchâtel, mais renonce à ses droits sur la principauté.

### Novembre
Lundi 21 novembre 
- Décès à Leontica, à l’âge de 48 ans, d’Antonio Arcioni, général des troupes républicaines italiennes.